# Enric Marín i Otto
Enric Marín i Otto (Barcelona, 1955) és un periodista i professor universitari català, doctor en Ciències de la Informació per la Universitat Autònoma de Barcelona (UAB). És degà de la Facultat de Ciències de la Comunicació de la UAB i és professor titular adscrit al Departament de Mitjans, Comunicació i Cultura de la mateixa universitat. És membre de la Societat Catalana de Comunicació i de l'Institut d'Estudis Catalans.

## Biografia
Marín va néixer a Barcelona, al barri de la Verneda, fill de mare aragonesa i pare de Conca. El seu pare treballava com a ordenança a la Caixa de Pensions.
La tradició política d'esquerres de la seva família, especialment del costat del pare, va influir profundament. El seu avi patern, Alejandro Marín, va ser militant d’Izquierda Republicana. Els seus tiets van anar al front. El més gran era de la CNT. El tercer, padrí de Marín, militava a la UGT. L’avi i els tres germans grans van estar empresonats. A causa de la seva militància política, els cinc germans es van desplaçar a Catalunya durant la postguerra.
Marín va estudiar Periodisme a la Universitat Autònoma de Barcelona.
El seu lloc d'estiueig és a l'Alt Empordà.
Marín ha estat guardonat amb el premi Antoni Rovira i Virgili d'assaig (1991) i el Premi Joan Fuster d'assaig (1994).

## Activitat acadèmica
Marín ha impartit docència en programes de doctorat de la Universitat Autònoma de Barcelona, la Universitat Ramon Llull i la Universitat Oberta de Catalunya, en assignatures relacionades amb la història de la comunicació.
A més, ha ocupat càrrecs de responsabilitat a la UAB. Ha estat vicedegà de Relacions Exteriors de la Facultat de Ciències de la Comunicació de la UAB entre 1989 i 1991, i degà de la Facultat de Ciències de la Comunicació en dues etapes: de 1991 a 1995 i des de 2021 fins a l'actualitat.

## Activitat institucional
Del 2004 al 2006, Marín va formar part del Consell d'Administració de la Corporació Catalana de Ràdio i Televisió. També va exercir el càrrec de secretari de Comunicació del govern de la Generalitat de Catalunya per Esquerra Republicana de Catalunya fins al 2006. A més, va ser membre del Consell d'Administració de Barcelona Televisió i de la Junta de Govern del Col·legi de Periodistes de Catalunya des de desembre de 2001.
Entre 2010 i 2012 fou president de la Corporació Catalana de Mitjans Audiovisuals (CCMA). El 2022 va ser escollit membre de la direcció nacional d'ERC durant el congrés del partit.

## Obres
Ha publicat diverses obres d'assaig i recerca, entre les quals:
- El regne del subjecte: per una teoria materialista de la comunicació social (1987), amb Joan Manuel Tresserras i Gaju
- La premsa diària de Barcelona durant la Segona República (1931-1936): aproximació històrica i anàlisi formal (1991)
- Cultura de masses i postmodernitat (1994), amb Joan Manuel Tresserras i Gaju, Premi Joan Fuster d'assaig
- Historia del periodismo universal (1999), amb altres autors
- Obertura Republicana (2019), amb Joan Manuel Tresserras i Gaju